# Familie Bundschuh
Familie Bundschuh è una serie televisiva tedesca prodotta da Ziegler Film e trasmessa dal 2015 sull'emittente ZDF. Protagonisti della serie sono Andrea Sawatzki e Axel Millberg; altri interpreti principali sono  Judy Winter, Eva Löbau, Stephan Grossman e Thekla Carola Wied.
Della serie sono andati in onda 9 episodi, in formato di film TV, trasmessi con cadenza annuale o biennale: il primo episodio, intitolato Tief durchatmen, die Familie kommt, venne trasmesso in prima visione il 21 dicembre 2015.

## Trama
Le vicende ruotano attorno alle problematiche di una coppia di coniugi di mezza età di Berlino, Gundula e Gerald Bundschuh.

## Episodi
| Nr | Titolo originale                     | Titolo italiano | Prima TV Germania                                  | Prima TV Italia |
| -- | ------------------------------------ | --------------- | -------------------------------------------------- | --------------- |
| 1  | Tief durchatmen, die Familie kommt   | inedito         | 21 dicembre 2015                                   | inedito         |
| 2  | Von Erholung war nie die Rede        | inedito         | 25 maggio 2017                                     | inedito         |
| 3  | Ihr seid natürlich eingeladen        | inedito         | 28 maggio 2018                                     | inedito         |
| 4  | Wir machen Abitur                    | inedito         | 10 dicembre 2019 Istreaming)/16 dicembre 2019 (TV) | inedito         |
| 5  | Familie Bundschuh im Weihnachtschaos | inedito         | 29 novembre 2020 (streaming)/21 dicembre 2020 (TV) | inedito         |
| 6  | Woanders ist es auch nicht ruhiger   | inedito         | 28 novembre 2021 (streaming)/6 dicembre 2021)      | inedito         |
| 7  | Unter Verschuss                      | inedito         | 28 agosto 2022 (streaming)/1 settembre 2022 (TV)   | inedito         |
| 8  | Bundschuh vs. Bundschuh              | inedito         | 23 settembre 2023 (streaming)/2 ottobre 2023 (TV)  | inedito         |
| 9  | Wir machen Camping                   | inedito         | 19 giugno 2025 (streaming)                         | inedito         |

## Personaggi e interpreti
- Gundula Bundschuh, interpretata da Andrea Sawatzki (ep. 1-presente).
- Gerald Bundschuh, interpretato da Axel Millberg (ep. 1-presente).
- Susanne Bundschuh, interpretata da Judy Winter (ep. 1-presente).
- Rose Schultze, interpretata da Eva Löbau
- Hans-Dieter "Hadi" Schultze, interpretata da Stephan Grossmann
- Ilse Schultze, interpretata da Christine Schorn (ep. 1) e Thekla Carola Wied (ep. 2-presente).[1] È la madre di Gundula.[10]
- Ricarda Bundschuh, interpretata da Amber Bongard (ep. 1-5)
- Matz Bundschuh, interpretato da Claudio Schulte (ep. 1-2), Mathis Wernecke (ep. 3 e 5) e Levis Kachel (ep. 4 e 6-presente).[1]
- Rolfi Bundschuh, interpretato da Oskar Bökelmann
- Sig. Mussorski, interpretato da Uwe Ochsenknecht

## Ascolti
L'episodio più seguito è stato il quinto, intitolato Familie Bundschuh im Weihnachtschaos e trasmesso il 21 dicembre 2020, che ha totalizzato 6.600.000 telespettatori con il 19% di share.